# كولومبوس (نيويورك)
كولومبوس (بالإنجليزية: Columbus, New York)‏ هي بلدة أمريكية تقع في الولايات المتحدة في مقاطعة تشينانغو، نيويورك. يقدر عدد سكانها بـ 975 نسمة ومساحتها 97.1 كم2 وترتفع عن سطح البحر 435 متر.